# Theodor Wisch
Theodor Peter Johann Wisch (13. prosince 1907, Wesselburenerkoog – 11. ledna 1995, Norderstedt) byl německý vysoce postavený člen Waffen-SS v hodnosti SS-Brigadeführer a Generalmajor der Waffen-SS, velitel 1. tankové divize SS „Leibstandarte SS Adolf Hitler“.

## Život
Narodil se 13. prosince 1907 ve Wesselburenerkoogu jako syn zemědělce.
Roku 1930 vstoupil do SS (členské číslo: 4 759) a NSDAP (čl. č. 369 050).
Zpočátku byl členem 1. Sturmbann 53. Standarten (Wesselburen). Odtud přešel k Sonderkommandu Berlin a současně byl povýšen do hodnosti SS-Oberscharführer. Ze Sonderkommanda se později vyvinula 1. tanková divize SS „Leibstandarte SS Adolf Hitler“. Dne 28. července 1933 byl uveden do hodnosti SS-Sturmführer.
Jako SS-Hauptsturmführer a velitel 1. tankové divize SS „Leibstandarte SS Adolf Hitler se zúčastnil invaze do Polska, po kterém byl 30. ledna 1940 povýšen na SS-Sturmbannführera.
Byl velitelem 2. pěšího pluku Leibstandarte SS Adolf Hitler (LSSAH), který se zúčastnil bitvy o Francii a Balkánského tažení. Od června 1941 bojoval v Rusku.
Na podzim 1942 velel 2. tankové divizi SS „Das Reich“ a 30. ledna 1943 byl povýšen na SS-Standartenführera. Za statečnost v třetí bitvě o Charkov byl vyznamenán Německým křížem ve zlatě. Dne 1. července 1943 získal hodnost SS-Oberführera a koncem července stejného roku se stal velitelem 1. tankové divize.
V září 1943 1. tanková divize zavraždila 50 Židů při masakru u jezera Maggiore.
V bojích v zimě 1943/1944 u Žytomyru, Korosteňu a Berdyčivu utrpěla divize těžké ztráty, ale dokázala dosáhnout některých úspěchů, za což mu byl 12. února 1944 udělen Rytířský kříž Železného kříže s dubovou ratolestí. Dne 30. ledna 1944 mu byla také udělena hodnost hodnost SS-Brigadeführer a Generalmajor der Waffen-SS.
Poté, co byla divize přemístěna na Západní frontu, byl těžce zraněn. Byl evakuován do Německa, kde mu byly amputovány obě nohy. Do konce války pobýval v nemocnici, kde byl zajat Brity a poté roku 1948 propuštěn. Při pobytu v nemocnici byl oficiálně přidělen k SS-Führungshauptamtu.
Zemřel 11. ledna 1995 v Norderstedtu.

## Kariérní postup

### Hodnosti
- SS-Scharführer – 1. března 1931
- SS-Truppführer – 8. ledna 1932
- SS-Sturmführer – 28. července 1933
- SS-Hauptsturmführer – 1. října 1933
- SS-Sturmbannführer – 30. ledna 1940
- SS-Obersturmbannführer – 27. září 1941
- SS-Standartenführer – 30. ledna 1943
- SS-Oberführer – 1. července 1943
- SS-Brigadeführer a Generalmajor der Waffen-SS – 30. ledna 1944

### Vyznamenání
- Medaile za Anschluss
- Sudetská pamětní medaile
- Služební vyznamenání Wehrmachtu
- Německý říšský sportovní odznak
- Čestný meč říšského vůdce SS
- Čestný prsten SS
- Železný kříž 2. a 1. třídy (1939)
- Medaile za východní frontu
- Odznak za zranění zlatý (1939)
- Rytířský kříž Železného kříže
  - Rytířský kříž – 15. září 1941
  - Rytířský kříž s dubovou ratolestí – 12. února 1944
  - Rytířský kříž s dubovou ratolestí a meči – 30. srpna 1944
- Německý kříž zlatý – 25. února 1943
- Řád rumunské koruny – 25. února 1943
- Útočný odznak pěchoty